# Zece bani (monedă românească)
Zece bani este o monedă a leului românesc. A fost reintrodusă la 1 iulie 2005 și este a doua cea mai mare valoare nominală a unei monede din România. Pe lângă România, a fost bătută în Marea Britanie (1867), Belgia (1900, 1905-1906), Germania (1906) și Uniunea Sovietică (1952).

## Istorie

### Principatul

#### 10 bani 1867

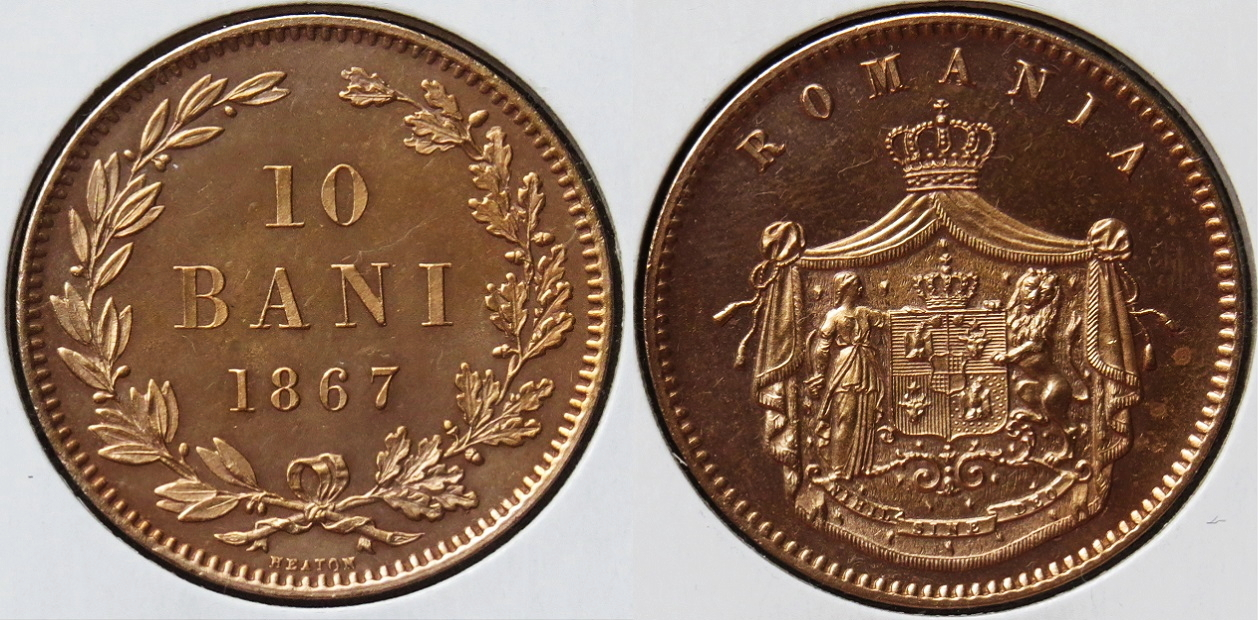
Monedă de 10 bani din 1867, Monetăria Heaton

Prima monedă de zece bani a fost bătută în 1867 de două monetării diferite din Birmingham, Anglia: Heaton și Watt & Co. Moneda măsura 30 mm în diametru și cântărea 10 g. Era compusă din 95% cupru, 4% staniu și 1% zinc. Aversul prezenta numele țării și stema acesteia. Pe revers era inscripționată valoarea nominală de 5 BANI între o ramură de laur și una de stejar, precum și anul emiterii, 1867. Fiecare monetărie a bătut câte 12,5 milioane de bucăți și a folosit marca proprie de monetărie, plasată sub coroana de ramuri: WATT & C°, respectiv HEATON. Monedele au intrat în circulație la 1 ianuarie 1868.
Conform articolului 1 din decretul regal No. 2.119 din 8 Aprilie 1905, monedele de 5 și 10 bani din cupru au fost scoase din circulație începând cu data de 1 Ianuarie 1906 și au putut fi preschimbate până la data de 31 Martie 1906. Termenul a fost prelungit ulterior până la 30 iunie 1906.

### Regatul României

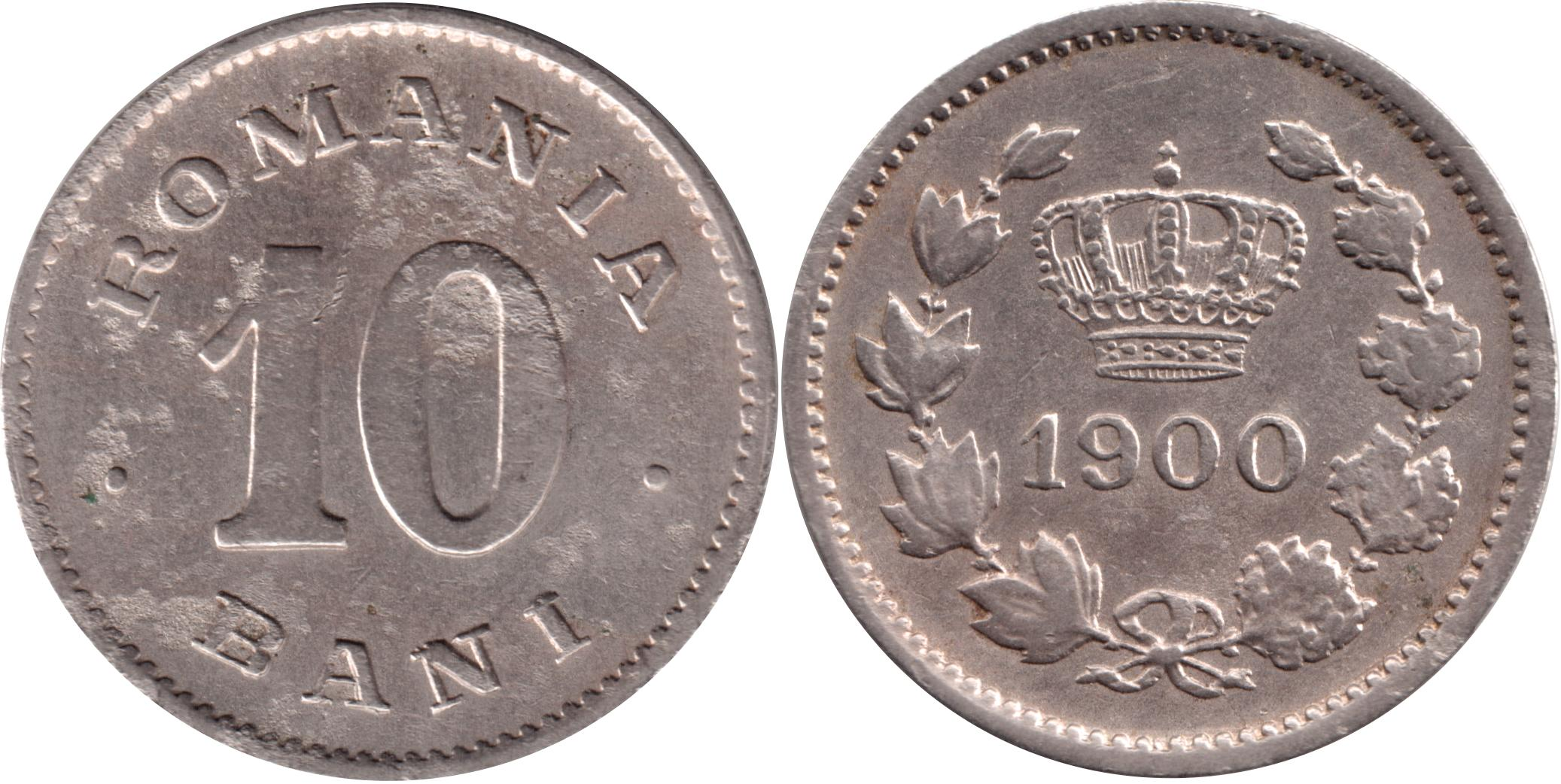
Monedă de 10 bani din 1900

#### 10 bani 1900
La 18 martie 1900 a fost adoptată legea care autoriza baterea unor noi monede din cupru de 1 și 2 bani, precum și a monedelor de 5, 10 și 20 de bani din nichel.
Noua monedă de zece bani a fost bătută la Bruxelles, Belgia și introdusă în circulație la 29 octombrie 1900. Măsura 19 mm în diametru și cântărea 3,5 g. A fost realizată din 75% cupru și 25% nichel. Aversul său prezenta coroana României deasupra datei, între o ramură de laur și una de stejar. Reversul prezenta valoarea nominală și numele țării. Au fost emise 15 milioane de bucăți.
Conform lui Constantin Bacalbașa, monedele de 5, 10 și 20 de bani emise în 1900 au avut putere circulatorie până la 31 octombrie 1906. Metalul recuperat din acestea a fost utilizat pentru baterea noilor monede. Totuși, presa din acea perioadă menționa că aceste monede au circulat până la 31 ianuarie/13 februarie 1907, sugerând o prelungire a termenului de retragere.

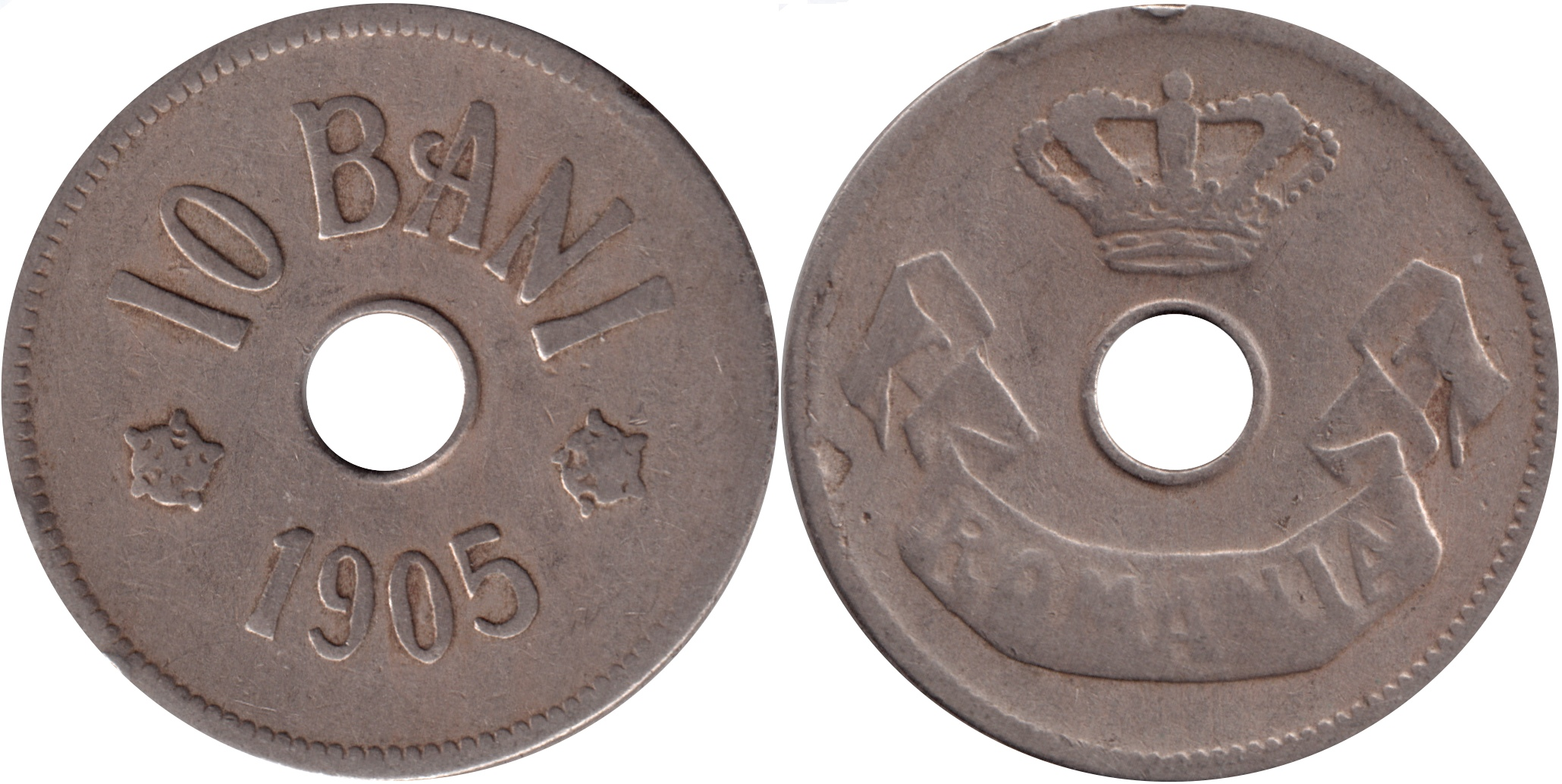
Monedă de 10 bani din 1905

#### 10 bani 1905-1906
A treia monedă de zece bani a fost emisă în 1905 și 1906. Baterea acesteia a fost autorizată prin decretul regal No. 2.119 din 8 Aprilie 1905. Deși avea același diametru și compoziție cu emisiunea din 1900, cântărea cu 0,5 g mai puțin (4 g) datorită unui orificiu central. Pe avers, coroana era așezată deasupra orificului și numele țării era scris pe un sul dedesubt. Reversul prezenta valoarea nominală în partea de sus, un trandafir pe fiecare parte a mijlocului și anul în jos. Monedele au fost proiectate de Anton Scharff, gravor șef la Monetăria Austriei din Viena. Cele 10,82 milioane de bucăți emise în 1905 au fost realizate exclusiv la Bruxelles, în timp ce în 1906 au fost realizate 17 de milioane la Hamburg, Germania și 24,18 de milioane la Bruxelles. Monedele bătute în Hamburg prezintă un semn de monetărie „J” sub sulul de pe avers, în timp ce cele de la Bruxelles nu prezintă marcă de monetărie.
La 10 aprilie 1916, ziarul Ziua a relatat că în Monitorul Oficial din 9 aprilie fusese publicat un ordin prin care se interzicea exportul monedelor de argint, nichel și aramă.

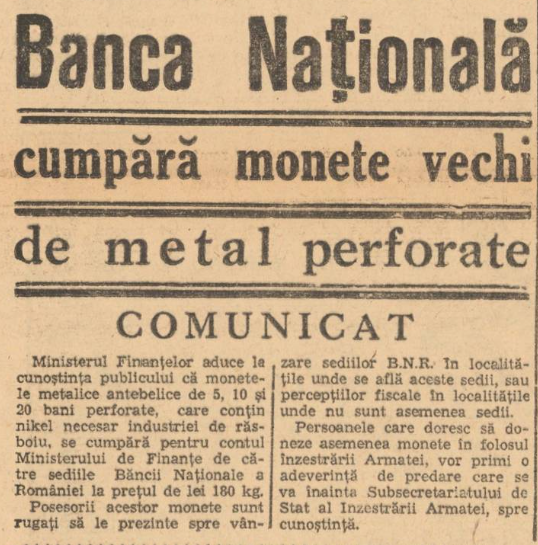
Știre din numărul 2247 al ziarului Porunca Vremii, publicat în 7 iunie 1942, privind răscumpărarea monedelor de 5, 10 și 20 bani emise în 1905-1906

Deși monedele de 5, 10 și 20 bani emise în 1905–1906 nu erau retrase oficial din circulație, ele erau frecvent refuzate de comercianți și chiar de unele instituții publice încă din anii 1920, la fel ca alte valori subdivizionare aflate în uz la acea vreme, pe fondul inflației. În repetate rânduri, Ministerul Finanțelor a emis comunicate prin care reamintea că aceste monede își păstrau puterea circulatorie și trebuiau acceptate în tranzacții. În 1930, autoritățile confirmau din nou că monedele nu au fost retrase prin vreo dispoziție legală și rămâneau valabile.
În 1942, Ministerul Finanțelor a organizat răscumpărarea acestor monede de către Banca Națională, la prețul de 180 lei per kilogramul de metal, pentru a valorifica conținutul de nichel necesar industriei de război. Această măsură a echivalat, de facto, cu retragerea lor din circulație, deși nu a existat un act legislativ explicit în acest sens. În lipsa unei demonetizări oficiale, este probabil că monedele și-au pierdut cursul legal de jure odată cu Reforma monetară din 15 august 1947.

### Republica Populară România

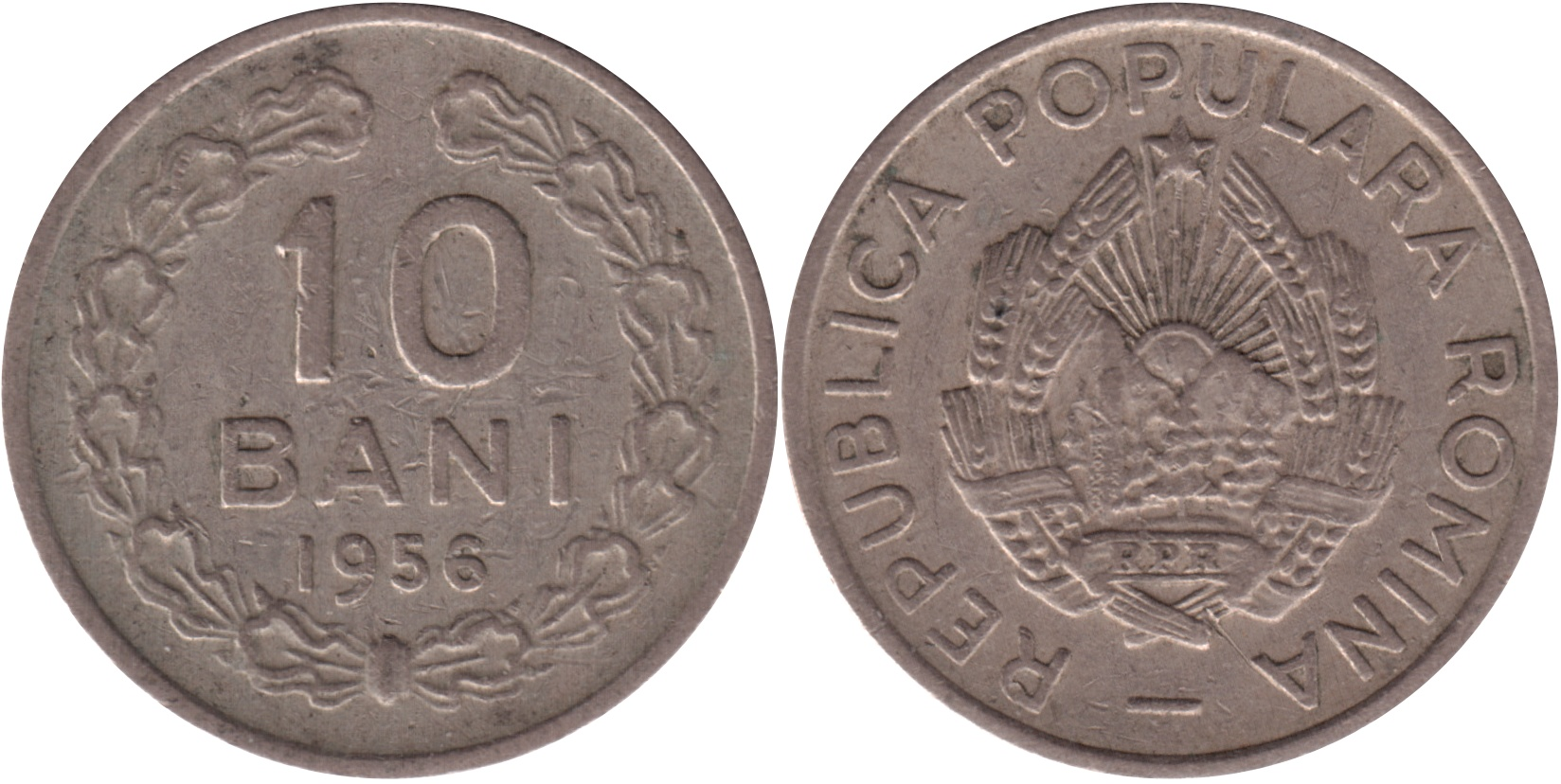
Monedă de 10 bani din 1956

#### 10 bani 1952-1955

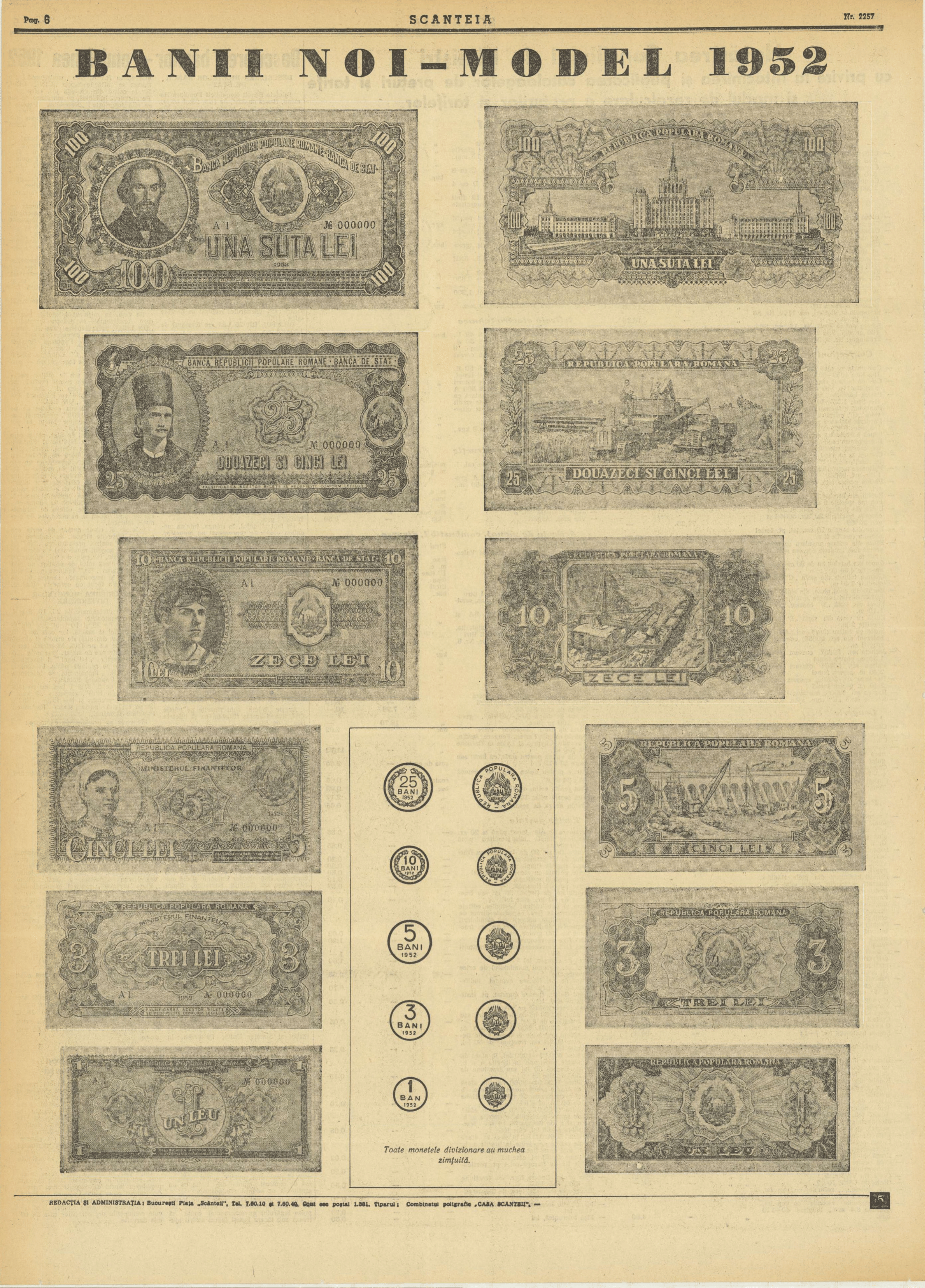
Banii noi, model 1952, Scanteia, 1952-01-27, nr. 2257, p. 5

Valoarea nominală a revenit în 1952 sub regimul comunist. Noua monedă avea un diametru de 17,5 mm și cântărea 1,8 g. Era compusă din 80% cupru și 20% nichel. Aversul prezenta stema comunistă a României înconjurată de inscripția REPUBLICA POPULARA ROMANA. Reversul avea denumirea și anul în caractere simple într-o coroană de stejar. Moneda a fost bătută la Moscova, în Rusia Sovietică, și au fost emise 37,9 milioane în 1952. În anul următor, o stea a fost plasată deasupra stemei, similar cu alte națiuni comuniste, iar realizarea acestora s-a făcut București, unde s-au produs 1,6 milioane de bucăți. În timp ce greutatea a rămas aceeași, s-a redus 0,5 mm din diametru. Monedele bătute în 1955 și 1956 aveau 17,5 mm, iar inscripția folosea cuvântul ROMINA în loc de ROMANA, conform noilor norme ortografice din 1953. În 1955 au fost batute 4,1 milioane, iar anul următor 18,4 milioane.

### După 1989

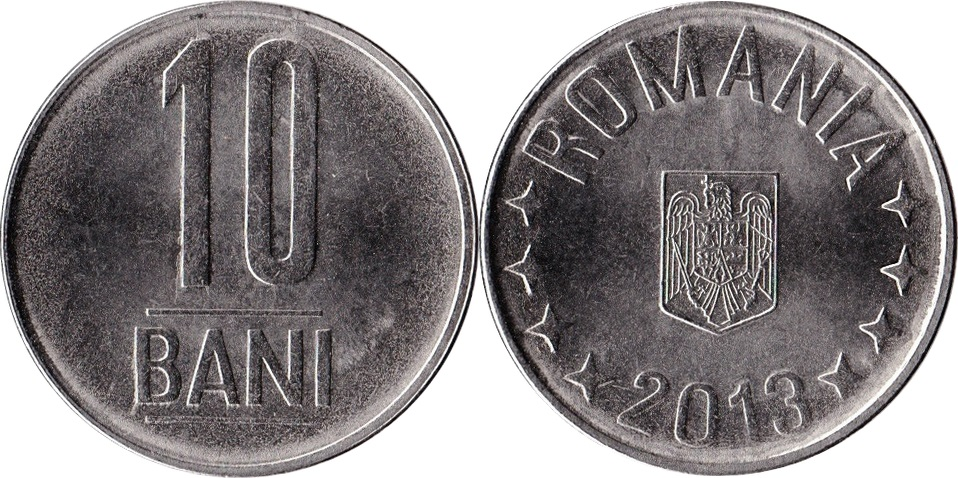
Monedă de 10 bani din 2013

#### 10 bani 2005-prezent
După proclamarea Republicii Socialiste România, în 1965, monedele de zece bani au fost înlocuite cu monede de cincisprezece bani. După 1989 a avut loc o hiperinflație care a făcut ca valoarea nominală ban să fie inutilă, deși monedele emise între 1952-1982 au avut curs legal până la 31 decembrie 1996.
Banii au revenit la 1 iulie 2005 după ce România și-a denominat moneda, 10.000 de lei vechi devenind 1 leu nou. Practic, noua monedă de zece bani a înlocuit vechea monedă de 1.000 de lei, emisă între 2000 și 2004.
Aceasta are o dimensiune de 20,5 mm în diametru și cântărește 4 g, având o grosime de 1,8 mm. Compoziția este de oțel placat cu nichel și prezintă o muchie cu trei grupuri de zimți.
Emisiunea din primul an, 2005, are un diametru cu 0,1 mm mai ingust decat masuratorile oficiale.